# Царь-Речка
Царь-Речка — река в муниципальном образовании «Ивдельский городской округ» Свердловской области России, левый приток реки Малый Понил.

## Географическое положение
Длина реки составляет 13 километров. Исток реки на лесном водоразделе реки Понил и Малый Понил. Течёт на юго-запад. В 1,5 км к северу от устья располагается упразднённый посёлок Глубинный.

## История
В советское время по правому берегу реки была проложена узкоколейная лесовозная железная дорога.